# 3199 Nefertiti
A 3199 Nefertiti (ideiglenes jelöléssel 1982 RA) egy földközeli kisbolygó. Carolyn Shoemaker,  Eugene Merle Shoemaker fedezte fel 1982. szeptember 13-án.